# Jawali.D, Aland
Jawali.D là một làng thuộc tehsil Aland, huyện Gulbarga, bang Karnataka, Ấn Độ.